# 10.5
«10.5» — документальний фільм 2021 року, присвячений Голодомору 1932—1933 років. Знятий режисером Станіславом Литвиновим в рамках ініціативи #ТворимоКультуруРазом.
Фільм було презентовано 25 листопада 2021 року в столичному кінотеатрі «Жовтень».

## Синопсис
У фільмі представлено нові вражаючі факти і небачені масштаби злочину геноциду, здійсненого комуністичного тоталітарного режиму в 1932—1933 роках. Радянська влада намагалася, таким чином, знищити українську націю, щоб ліквідувати національно-визвольний рух та не допустити відновлення Української Держави.
|  | «В основі цього фільму - низка комплексних судових експертиз, у ньому немає художніх вигадок і домислів, - говорить авторка фільму Андріана Біла - Ми намагалися подати максимально об’єктивну інформацію на основі свідчень, документів і фактів. Крім того цим фільмом ми хотіли розвінчати деякі міфи довкола теми Голодомору. Наприклад, про те, що Голодомор-геноцид був спрямований проти українського селянства, бо насправді це був геноцид проти українців. Другий міф, що геноцид був лише в селах, але це не так і ми з вами в цьому фільмі пройдемось багатьма місцями Києва, Харкова та інших міст, де був Голодомор. Третій міф - це те, що Голодомор ніби був влаштований радянською владою, а насправді - режимом, бо ми, українці, ніколи не обирали совєцьку владу». |

## Назва
Назва фільму «10.5» — це узагальнена кількість померлих під час Голодомору-геноцид українців (10 мільйонів 500 тисяч людей, з яких — 4 млн українських дітей).
Така кількість жертв голодомору встановлено комплексними судовими експертизами, проведеними останніми роками. Серед експертів, що брали участь у дослідженнях: директор Інституту української мови НАН України Павло Гриценко, президент Асоціації психіатрів України Семен Глузман, заступник міністра закордонних справ України Василь Боднар, генеральна директорка Національного музею Голодомору-геноциду Олеся Стасюк, керівник слідчо-оперативної групи, що розслідувала кримінальну справу за фактом вчинення геноциду українців Микола Герасименко. У результаті дворічних досліджень фахівців Національної академії правових наук, Інституту української мови НАН України, Інституту української археографії та джерелознавства НАН України та Інституту дослідження Голодомору Національного музею Голодомору-геноциду було проведено 7 експертиз, з яких три, використовуючи різні методики, встановили, що внаслідок Голодомору-геноциду знищили 10,5 мільйона українців лише у 1932 – 1933 роки.